# 劉曙
劉曙（1616年—1647年），字公旦，直隸蘇州府長洲縣人。明末進士。

## 生平
崇禎十六年（1643年）癸未科進士。授南昌縣知縣，未及赴任。清軍破南京，弘光朝淪亡。蘇州陷落之後，劉曙避居鄧尉山。
清順治四年（1647年）上海諸生欽浩，暗中聯繫魯王，信中署忠義二十三人名字，以劉曙為首。事洩，劉曙被捕受審，儘管不認識欽浩，卻並不否認，不肯屈膝。臨死，賦詩別母，慷慨就刃。同死者還有顧咸正、夏完淳等。

## 著作
工詩，有《節必居稿》。

## 家族
曾祖劉倬，隆慶戊辰進士。祖父劉誦，丙午舉人。父劉應，廪贡。